# Compensatio lucri cum damno
Compensatio lucri cum damno er et begreb, der bliver brugt inden for obligationsretten - hovedsageligt positiv opfyldelsesinteresse. Derudover handler begrebet om erstatningens omfang inden for kontrakt. Begrebet er ét af mange på dette område.
Har skadelidte også haft en fordel af kontraktforholdet, skal fordelen efter omstændighederne fratrækkes i erstatningsopgørelsen. Tre grundlæggende betingelser for, at compensatio lucri cum damno kan komme på tale:
1. Fordel og tab skal være forårsaget af samme begivenhed
2. Forårsagelsen skal være adækvat, påregnelig.
3. Der skal være en vis nærmere forbindelse mellem fordel og tab, komputabilitet.

Opfyldelse af disse betingelser er en nødvendig, men ikke tilstrækkelig forudsætning for at fradrage en fordel i erstatningen.

## Reference
1. ↑  side 259 i Mads Bryde Andersen & Joseph Lookofsky (2010): Lærebog i Obligationsret I – Ydelsen Beføjelser. 3. udgave. Forlaget Thomson Reuters Professional. ISBN 978-87-619-2852-8 (tilgængelig på jura.ku.dk/jurabog)